# Дашавська селищна рада
Дашавська селищна рада — орган місцевого самоврядування у Стрийському районі Львівської області. Адміністративний центр — селище міського типу Дашава.

## Загальні відомості
Водоймища на території, підпорядкованій даній раді: річка Бережниця.

## Населені пункти
Селищній раді підпорядковані населені пункти:
- смт Дашава
- с. Гайдучина
- с. Олексичі
- с. Щасливе

## Склад ради
Рада складається з 22 депутатів та голови.

### Керівний склад попередніх скликань
| ПІБ                       | Основні відомості                                                                                 | Дата обрання | Дата звільнення |
| ------------------------- | ------------------------------------------------------------------------------------------------- | ------------ | --------------- |
| Греськів Тарас Васильович | Селищний голова, 1959 року народження, освіта вища, член Всеукраїнського об'єднання «Батьківщина» | 26.03.2006   | 31.10.2010      |
| Греськів Тарас Васильович | Селищний голова, 1959 року народження, освіта вища, член Всеукраїнського об'єднання «Батьківщина» | 31.10.2010   |                 |

Примітка: таблиця складена за даними джерела